# Хуманистика
Хуманистика је академска дисциплина која проучава све аспекте људске културе. У средњем веку се овај термин користио као антоним божанском и односио се на оно што би се данас назвало класичним наукама. Главни фокус је био на секуларним студијама на универзитетима у то време. Данас су хуманистичке науке најчешће у супротности са природним наукама, а понекад и са друштвеним наукама.
Хуманистика користи методе које су пре свега критичке или спекулативне, и имају значајан историјски елемент, за разлику од претежно емпиријског приступа природних наука. Међутим, за разлику од природних, хуманистика нема централне дисциплине.
Хуманистичке науке обухватају древне и модерне језике, књижевност, историју, филозофију, религију, уметност и музикологију.
Научници у хуманистичким наукама се називају хуманисти. Термин "хуманиста" такође описује филозофску позицију хуманизма. У ренесанси, научници и уметници су се такође називали хуманисти. Неке средње школе и данас имају хуманистичка одељења.
Хуманистичке дисциплине попут историје и културне антропологије проучавају ствари које се не могу изучити експерименталним методом, већ уместо тога користе компаративни метод и компаративна истраживања.

## Поља

### Антропологија
Антропологија је "наука о људима", наука о целом спектру људског постојања. Дисциплина се бави интеграцијом различитих аспеката друштвених наука, хуманистичких наука и биологије човека. У 20. веку, академске студије су често имале институционални приступ, делећи се на три поља. Природне науке које настоје да проучавају опште законе кроз репродуктивне и верификоване експерименте. Хуманистичке науке које проучавају локалне традиције кроз њихову историју, књижевност, музику и уметност, са нагласком на разумевање специфичних појединаца, догађаја или епоха. Друштвене науке покушавају да развију научни метод за разумевање друштвених појава, иако се обично метода разликује од природних наука.
Антрополошке друштвене науке су често развијале описе, а не опште законе какве налазимо у физици или хемији. Антрополошке студије могу да објасне појединачне случајеве или више заједничких принципа, као у психологији. Антропологија (као и у неке области у историји) се не може сасвим уклопити ни у једну од ових категорија, јер различите гране антропологије користе знања из неколико ових категорија. У САД, антропологија је подељен на четири поља: археологија, физичка антропологија, антрополошка лингвистика и културна антропологија. Ово су области које се могу студирати на универзитетима. Реч anthropos (άνθρωπος) потиче од грчког назива за "људско биће" или "човека". Ерик Вулф је описао социјалну антропологију као "највећу науку међу хуманистиком и највећу хуманистику међу науком".
Циљ антропологије је успостављање холистичког описа људи и људске природе. То значи да, иако се антрополози обично специјализују само у једној области, они увек имају у виду биолошке, лингвистичке, историјске и културне аспекте било ког проблема. Будући да се антропологија развила као наука у западном свету, дуго је био тренд да се проучавају мања друштва која су се често називала "примитивним" и "инфериорним". Данас антрополози користе термине као што су "мање сложена друштва".

### Археологија
Археологија је проучавање људских активности кроз проналазак и анализу материјалне културе. Археолошки остаци се могу поделити на артефакте, архитектонске елементе и екофакте. Археологија се може третирати и као друштвена наука и грана хуманистичких наука.
Археологија се сматра граном антропологије у САД, док се у Европи третира као дисциплина у сопственом смислу, или групише у оквиру других сродних дисциплина као што су историја.

### Класичне науке
Термин класичне науке се на Западу користи за означавање интердисциплинарних истраживања култура класичне антике, првенствено античке Грчке и Римске културе. Класичне науке се сматра једним од темеља хуманистичких наука; међутим, њихова популарност је опала током 20. века. Ипак, утицај класичних идеја на многе хуманистичке дисциплине као што су филозофија и књижевност је и даље јак.

### Историја
Историја је систематско прикупљање информација о прошлости. Када се користи као термин поља истраживања, историја се односи на проучавање и тумачење списа људи, друштава, установа, и свих тема које су се промениле временом.
Традиционално се проучавање историје сматрало делом хуманистичких наука. У савременим научним круговима, историја се понекад класификује као друштвена наука.

### Лингвистика и језици
Док се научно истраживање језика зове лингвистика и обично се сматра друштвеном науком, природном науком или когнитивном науком, учење  старих и страних језика заузима посебно место у хуманистичким наукама. Добар део филозофије двадесетог и двадесет првог века се бавио анализом језика и питањем о томе како је Витгенштајн тврдио, да многи наши филозофски неспоразуми произилазе из речника који користимо; теоријом књижевности и проучавањем општих карактеристика језика, док се историјска лингвистика бавила проучавањем развоја језика током времена. Књижевност као поље обухвата различите аспекте употребе језика, укључујући и прозне облике (на пример, роман), поезију и драму, и лежи у основи савременог хуманистичког образовања у школама. Студије страних језика су налазе у програмима основних и средњих школа, већине факултета, али и као засебни програми студија.

### Право и политика
У свакодневној употреби, право означава правила која се (за разлику од правила етике) спроводе кроз институције. Ова правила се називају закони и њихово проучавање прелази границе између друштвених и хуманистичких наука, у зависности од врсте истраживања, његовог циља и последица. Закон се не спроводи увек, посебно у међународним односима. Дефинисан је као "систем норми", као "тумачење концепата" како би се постигла правда, коју спроводи "ауторитет" да посредују интересе људи, па чак и као "заповест суверености који се спроводи претњом казном". Међутим, многи воле да размишљају о праву као о централној друштвеној институцији. Правна политика укључује практичну манифестацију размишљања практично свих друштвених и хуманистичких наука. Право је политика, јер их је политика створила. Право је филозофија, јер морална и етичка уверења формирају идеје. Закон чини значајан део историје, јер су закони, судске праксе и кодификације предмети студије историје. Оно је и део економије, јер сваки закон у вези уговора, имовине, рада и многих других питања може имати дугорочне последице на расподелу богатства.

### Књижевност
Књижевност је термин који нема прихваћену дефиницију, али који укључује све писане радове; писање које има литерарне врлине; и књижевни језик, који се разликује од обичног, свакодневног језика. Етимолошки термин потиче од латинске речи literatura/litteratura "писање помоћу слова", иако неке дефиниције укључују говорене или певане текстове народне књижевности. Књижевност се можете класификовати на основу тога да ли је фикција или није, и да ли је дело поезије или прозе. Може се поделити и на основу разлика у форми на романе, приче или драме. Дела се често деле и на основу историјског периода; по томе када су написана. Могуће их је поделити и по њиховом поштовању одређених естетских могућности или очекивања (жанр).

### Сценске уметности
Сценске уметности се разликују од ликовних уметности, јер сценски уметник користи своје тело, лице, и присуство као средство, а ликовни уметник користи материјале као што су глина, метал или боје, који се обрађују како би створили уметничко дело. Извођачке сценске уметности укључују акробатику, комедију, плес, филм, магију, музику, оперу, жонглирање и позориште.
Уметници који учествују у овим извођењима пред публиком се називају извођачима, и у њих спадају глумци, комичари, плесачи, музичари и певачи. Сценски уметници су такође и људи који раде у сродним областима, као што су текстописци и костимографи. Извођачи често усклађују свој изглед са наступом, на пример, користе костиме и шминку.

#### Музикологија
Музикологија као академска дисциплина подразумева низ различитих праваца, укључујући историјску музикологију, етномузикологију и музичку теорију. Студенти основних студија слушају курсеве из свих ових праваца, док се постдипломци специјализују за један.

#### Позориште
Позориште (од грчког "theatron", θέατρον) је огранак сценске уметности који се састоји од глумљења приче пред публиком помоћу комбинације речи, покрета, музике, плеса и звука. Позориште може имати један или више елемената из других извођачких уметности. Стандардна нарација у позоришту је засноване на дијалогу или монологу.

#### Плес
Плес се односи на људско кретање као облик изражавања или представљања. Плес се такође користи да опише метод невербалне комуникације између људи и животиња. Кореографија је уметност стварања плеса, а особа која то чини се зове кореограф.
Одређивање онога шта чини плес зависе од друштвених, културних, естетских, уметничких и моралних ограничења и домета функционалности покрета (на пример, српска народна кола).

### Филозофија
Филозофија, етимолошки од старогрчког φιλοσοφία лат. philosophia је проучавање проблема у вези са питањима као што су постојање, знање, образложење, истина, правда, добро и зло, лепота, поштење, ум и језик. Филозофија има свој сопствени приступ овим проблемима за разлику од других начина стицања знања.
Филозофија је као термин је била веома свеобухватан термин, јер је укључивала и науке које ће се касније развити, попут физике и хемије. Имануел Кант је изнео да су древни Грци филозофију делили на физику, етику и логику. Природне науке су се све до 19. века називале природна филозофија. Данас су главне области филозофије логике, етике, метафизика и епистемологија. Ипак, филозофија се и данас преплиће са другим дисциплинама и многим наукама. Области семантике, на пример, доноси филозофију у контакт са лингвистиком. Многе науке имају и своју специфичну филозофску студију, попут филозофије економије, филозофије археологије, филозофије историје, филозофије психологије и многих других.

### Религија
Нове филозофије и религије су се појављивале и на истоку и на западу, посебно око 6. века нове ере. Током времена су се појавиле бројне религије у свету, а хиндуизам, сикизам, ђаинизам и будизам у Индији и зороастризам у Персији су неке од првих религија. На истоку, посебно Кини, су доминирале три филозофске школе практично до данас. Ово су таоизам, конфуцијанство и легализам. Конфуцијанско учење је доминирало вековима као најраспрострањеније учење, и оно је уместо снаге закона износило важност традиције и политичког морала. На западу су дела грчких филозофа, посебно Платона и Аристотела, по Европи и Блиском истоку проширила освајања Александра Македонског у 4. веку пре нове ере.
Аврамске религије су религије које су настале од заједничког учења које се може пратити уназад до Аврама (око 1.900. године пре нове ере), патријарха чији се живот описује у многим светим списима попут Старог завета. У Старом завету се описује као пророк (Књига постања 20:7), али се и у Курану помиње као пророк. Аврамске религије су све три данашње доминантне монотеистичке религије: јудаизам, хришћанство и ислам.

### Ликовне уметности

#### Историја ликовних уметности
Велике традиције у уметности имају основе у уметностима једне од неколико древних цивилизација, попут Јапана, Грчке, Рима, Кине, Пакистана, Месопотамије и Мезоамерике.
Уметност античких Грка је величала здраво људско тело као субјекат. Уметници су покушавали да нагласе мускулатуру и лепоту и зато су доста времена посвећивали анатомски коректним делима. У древном Риму је уметност служила да се прикажу богови као идеализовани људи са карактеристичним обележја (Зевсова/Јупитерова муња).
У византијској и готској уметности током средњег века су доминирали божански библијски мотиви које је захтевала црква. Тек се са ренесансом враћа значај материјалном свету и ово се види у томе што се опет приказује реалистичан људски облик и тродимензионални пејзаж.
Источна уметност се реализује по стилу који се доста разлику од западне, али је донекле сличан западној уметности средњег века. На сликама се захтевало да се користе обичне боје, што значи да су се ствари фарбале што једноставније. На пример, одора би се осликала користећи само једну нијансу црвене и не би се користила боја да нагласи волумен, сенку и светло.
Религиозна исламска уметност забрањује иконографију и уместо ње исказује религиозне идеје кроз геометрију. Физичке и рационалне сигурности које су користили уметници, а описали припадници просветитељства у 19. веку, су касније у 20. веку оборили многи концепти попут Ајнштајнове релативности и невидљиве психологије Фројда. Револуцију у западној уметности су такође донеле бројне технолошке иновације постигнуте током овог века. Глобализација такође мења уметност данас, јер доводи до мешања бројних култура.

##### Цртање
Цртање је процес стварања слике користећи било коју алатку и технику. Генерално се састоји од прављења ознака на површини неког материјала притиском алатке или померањем алатке по површини. Алат који користе уметници може бити графитна оловка, перо, четке са мастилом, обојене оловке, угљен, пастел или фломастер. Данас се користе и дигиталне алатке које симулирају овај ефекат.

##### Сликарство
Сликарство је наношење пигмента који је везан неком супстанцом (лепак) на површину попут папира, платна или зида. Оно представља активност која је комбинација цртања, композиционих слика и других ствари како би се створила изражајна и концептуална слика на подлози. Сликање се такође користи да се представе духовни мотиви и идеје; овакав облик може да буде било шта од приказа митолошких бића на керамици до Сикстинске капеле.
Боја је субјективна, али има видљив психолошки ефекат иако се он разликује од културе до културе. Црна боја у неким друштвима симболише жалост, а у некима бела боја симболише жалост. Многи научници, теоретичари уметности и сликари су писали о бојама, укључујући Гетеа, Кандинског и Њутна. У теорију боја такође улази и језик, то јест како једна рече попут "црвена" има низ значења који прекрива разне нијансе.
Модерни уметници су проширили термин сликања да обухвати многе друге облике, на пример колаж. Ово је почело са кубизмом иако није сликање у ужем смислу. Савремени уметници понекад користе различите материјале попут песка, цемента, сламе или дрвета због њихових текстура.

## Порекло термина
Реч хуманистика потиче од ренесансног латинског израза studia humanitatis, или"студија humanitas". Када је настао, термин studia humanitatis је означавао учење граматике, поезије, реторике, историје, филозофије морала, које су преузете од класичних култура Грчке и Рима. Реч humanitas је такође корен ренесансног италијанског неологизма umanisti, и послужила као инспирација за ренесансни хуманизам.

## Историја
На западу се историја студије хуманизма може пратити уназад до античке Грчке где је служила као основно образовање грађана. Током Римског периода, концепт седам слободних вештина је укључивао граматику, реторику и логику (такозвани тривијум), заједно са аритметиком, геометријом, астрономијом и музиком (квадријум). Ови предмети су били и основа средњевековног учења које је наглашавало хуманистику као вештину коју свако треба знати.
Велики преокрет је дошао са ренесансним хуманизмом у 15. веку када се на хуманистику гледало као на нешто што треба да се изучава, а не практикује. У овом периоду се нагласак стављао и на књижевност и историју. У 20. веку је поглед на хуманистику променио постмодерни покрет, који је хтео да редефинише хуманистику на егалитарнији и демократски начин. Ово су хтели да ураде по узору на Грчку и Римску колевку хуманистике, иако оне нису увек биле демократске и егалитарне државе.

## Данас

### Образовање и запошљавање
Већ дужи низ година постоји јавно убеђење да хуманистичке студије не припремају студенте за било какав практичан посао. Због овога влада виђење да ће хуманистички дипломци имати или лош посао или ће бити незапошљени и зато не вреди студирати хуманистику, јер се инвестиционо не исплати.
Али, дипломци хуманистичких наука налазе посао у различитим професијама. У Уједињеном Краљевству је 11.000 дипломаца хуманистичких наука запошљено у овим гранама:
- Образовање (25,8%)
- Менаџмент (19,8%)
- Медији/Књижевност/Уметност (11,4%)
- Правосуђе (11,3%)
- Финансије (10,4%)
- Социјалне установе (5,8%)
- Непрофитне организације (5,2%)
- Маркетинг (2,3%)
- Медицина (1,7%)
- Друго (6,4%)[27]

Многи дипломци хуманистичких наука су уписали универзитет без јасних циљева за каријеру. Зато многи проводе неколико година након факултета размишљајући чиме ће се бавити, што доводи до лоших примања на почетку каријере. Студент који завршавају студијске програме који се базирају на каријерама се брже запошљавају од хуманиста. Међутим, обично након пет година се хуманисти снађу и започну каријеру која им одговара.
Постоје емпиријски докази да просечно студенти хуманистичких дисциплина зарађују мање од људи који завршавају друге програме на универзитету. Ипак, хуманисти просечно зарађују више од људи без вишег образовања. Додуше, хуманисти зарађују временом више како им каријера напредује; 10 година након завршавања студија просечно не постоји разлика у примањима између бивших студената хуманистичких и других дисциплина. Хуманисти могу и зарађивати и више од осталих уколико се додатно школују.